# 越前屋知子
越前谷知子（えちぜんや ともこ）は、日本のジャーナリスト。Yd Pro編集部長。
1996年、読売新聞社に入社。宇都宮支局で5年余り勤務、東京本社地方部編成を経て、編集局経済部へ異動し流通業界を担当した。
2015年から3年間ニューヨーク特派員、東京本社採用デスク、東京本社経済部次長、北海道支社編集部長、東京本社人事部次長、新媒体編集部長、YD Pro編集部長。